# 国家大剧院舞蹈节
国家大剧院舞蹈节（英語：NCPA Dance Festival）由中国国家大剧院于2012年创办。

## 历程
2012年10月24日，中国舞蹈家杨丽萍以舞蹈《孔雀》揭幕首届国家大剧院舞蹈节，首届舞蹈节共有13台舞作参演。
2013年10月23日，蒙特卡洛芭蕾舞团携舞作《罗密欧与朱丽叶》揭幕第二届国家大剧院舞蹈节。第二届国家大剧院舞蹈节共有来自摩洛哥、西班牙、瑞士、丹麦、中国、台湾等国家及地区的优秀舞团带来11台共23场舞蹈演出。
2014年国家大剧院舞蹈节持续共44天，由10月11日，国家大剧院与总政歌舞团联合制作舞剧《马可·波罗》开幕，以法国图卢兹歌剧院芭蕾舞团《海盗》于11月23日做闭幕演出。第三届国家大剧院舞蹈节在44天内共迎来13台28场精彩演出。